# Listriella spinifera
Listriella spinifera är en kräftdjursart som beskrevs av Dauvin och Gentil 1983. Listriella spinifera ingår i släktet Listriella och familjen Liljeborgiidae. Inga underarter finns listade i Catalogue of Life.